# Elven (Morbihan)
Elven település Franciaországban, Morbihan megyében. Lakosainak száma 6543 fő (2022. január 1.). Elven Trédion, Le Cours, Larré, La Vraie-Croix, Sulniac, Treffléan, Saint-Nolff, Monterblanc és Plaudren községekkel határos.

## Népesség
A település népességének változása:
| Lakosok száma | 2862 | 3003 | 3312 | 4525 | 5609 | 5718 | 6021 | 6261 | 6387 | 6543 |
|               | 1968 | 1982 | 1990 | 2006 | 2013 | 2015 | 2017 | 2019 | 2020 | 2022 |